# Giorgio Andreoli
Pour les articles homonymes, voir Andreoli.
Giorgio Andreoli, appelé Mastro Giorgio Andreoli ou encore Mastro Giorgio (né entre 
1465 et 1470 à Intra, près de Verbania sur le lac Majeur, décédé à Gubbio en 1555 où il a passé la majeure partie de sa vie) est considéré comme le plus important potier de la Renaissance italienne.

## Biographie
En 1498, Giorgio Andreoli devient citoyen de Gubbio et met au point, en 1518, la technique du lustro  dont les principales caractéristiques sont les belles couleurs d'or et de carmin.

Il fut assisté dans son travail par ses frères et par Giovanni Salimbene. Après sa disparition, son œuvre fut poursuivie par son fils Vincenzo. Certaines créations lui sont attribuées à tort car les potiers de Gubbio ou des villes environnantes lui apportaient fréquemment leurs créations afin de les parachever selon sa technique originale.

## Œuvres

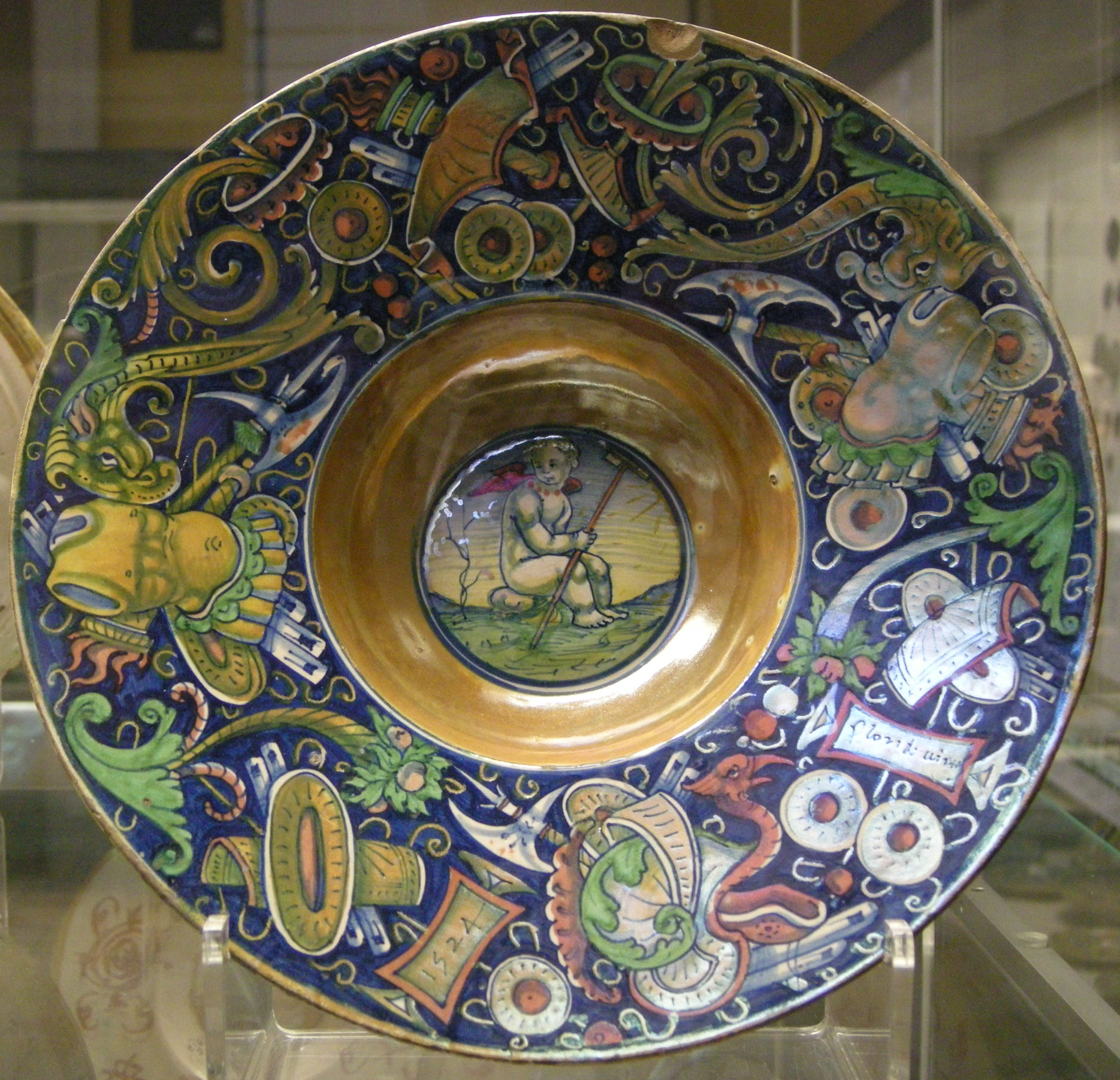
Plat lustré avec putto et guirlandes, 1524 (British Museum)

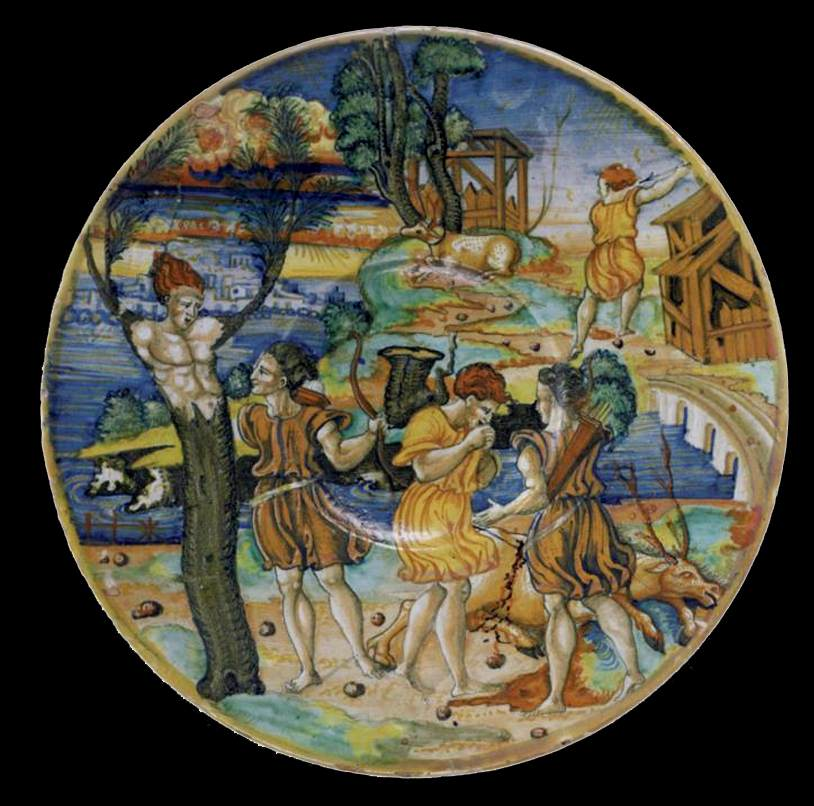
Plat lustré "la metamorfosi di Ciparisso" (1525/30)

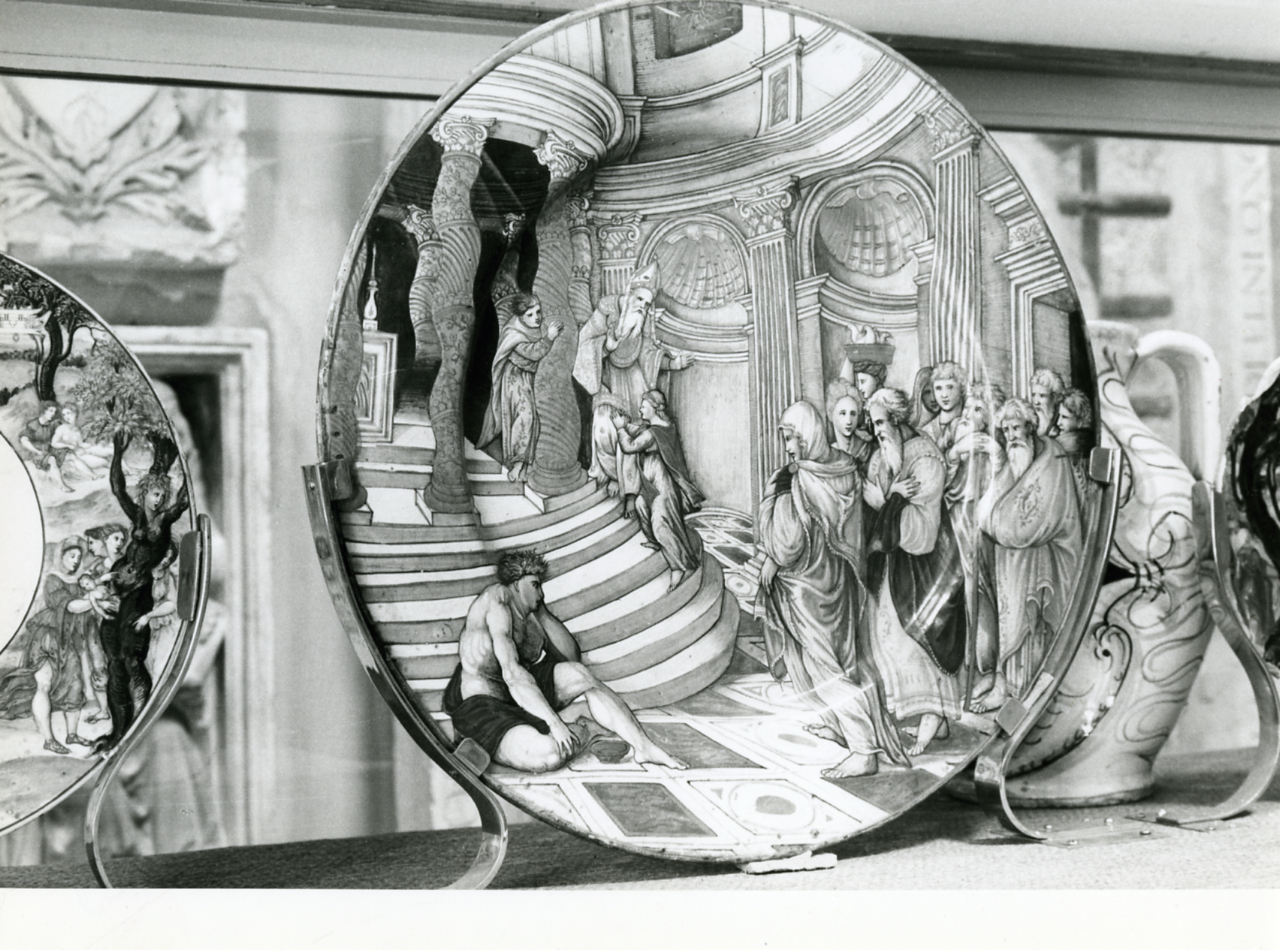
Plat lustré avec "Presentazione della Vergine al tempio", Giorgio Andreoli et Niccolò Pellipario. Photo de Paolo Monti (1971)

Ses créations sont exposées dans les musées locaux de Gubbio, Urbino, Arezzo, Torgiano ainsi que dans les principaux musées d'art décoratif d’Europe, comme Berlin, Vienne, Paris et de South Kensington. Ses créations sont principalement dans le style du Moyen Âge.

## Sources
- (en) Cet article est partiellement ou en totalité issu de l’article de Wikipédia en anglais intitulé « Giorgio Andreoli » (voir la liste des auteurs).